# Evi Van Acker
Evi Van Acker (Gante, 23 de septiembre de 1985) es una deportista belga que compite en vela en la clase Laser Radial. 
Participó en tres Juegos Olímpicos de Verano, obteniendo una medalla de  en la clase Laser Radial.
Ganó cuatro medallas en el Campeonato Mundial de Laser Radial entre los años 2011 y 2017, y cuatro medallas en el Campeonato Europeo de Laser Radial entre los años 2006 y 2011.

## Palmarés internacional
| \| Juegos Olímpicos \| Juegos Olímpicos \| Juegos Olímpicos \| Juegos Olímpicos \| \| Año \| Lugar \| Medalla \| Clase \| \| ------------------ \| --------------------------- \| ----------------- \| ---------------- \| \| 2012 \| Londres (Reino Unido) \| Medalla de bronce \| Laser Radial \| \| Campeonato Mundial \| \| \| \| \| Año \| Lugar \| Medalla \| Clase \| \| 2011 \| Perth (Australia) \| Medalla de plata \| Laser Radial \| \| 2014 \| Santander (España) \| Medalla de bronce \| Laser Radial \| \| 2015 \| Al Musanah (Omán) \| Medalla de bronce \| Laser Radial \| \| 2017 \| Medemblik (Países Bajos) \| Medalla de plata \| Laser Radial \| \| Campeonato Europeo \| \| \| \| \| Año \| Lugar \| Medalla \| Clase \| \| 2006 \| Riccione (Italia) \| Medalla de oro \| Laser Radial \| \| 2007 \| Scheveningen (Países Bajos) \| Medalla de oro \| Laser Radial \| \| 2008 \| Nieuwpoort (Bélgica) \| Medalla de bronce \| Laser Radial \| \| 2011 \| Helsinki (Finlandia) \| Medalla de oro \| Laser Radial \| |                             |                   |              |
| Juegos Olímpicos |                             |                   |              |
| Año | Lugar                       | Medalla           | Clase        |
| 2012 | Londres (Reino Unido)       | Medalla de bronce | Laser Radial |
| Campeonato Mundial |                             |                   |              |
| Año | Lugar                       | Medalla           | Clase        |
| 2011 | Perth (Australia)           | Medalla de plata  | Laser Radial |
| 2014 | Santander (España)          | Medalla de bronce | Laser Radial |
| 2015 | Al Musanah (Omán)           | Medalla de bronce | Laser Radial |
| 2017 | Medemblik (Países Bajos)    | Medalla de plata  | Laser Radial |
| Campeonato Europeo |                             |                   |              |
| Año | Lugar                       | Medalla           | Clase        |
| 2006 | Riccione (Italia)           | Medalla de oro    | Laser Radial |
| 2007 | Scheveningen (Países Bajos) | Medalla de oro    | Laser Radial |
| 2008 | Nieuwpoort (Bélgica)        | Medalla de bronce | Laser Radial |
| 2011 | Helsinki (Finlandia)        | Medalla de oro    | Laser Radial |